# Dignomus irroratus
Dignomus irroratus là một loài bọ cánh cứng trong họ Ptinidae. Loài này được Kiesenwetter miêu tả khoa học năm 1852.